# Phục Hưng, Đào Viên

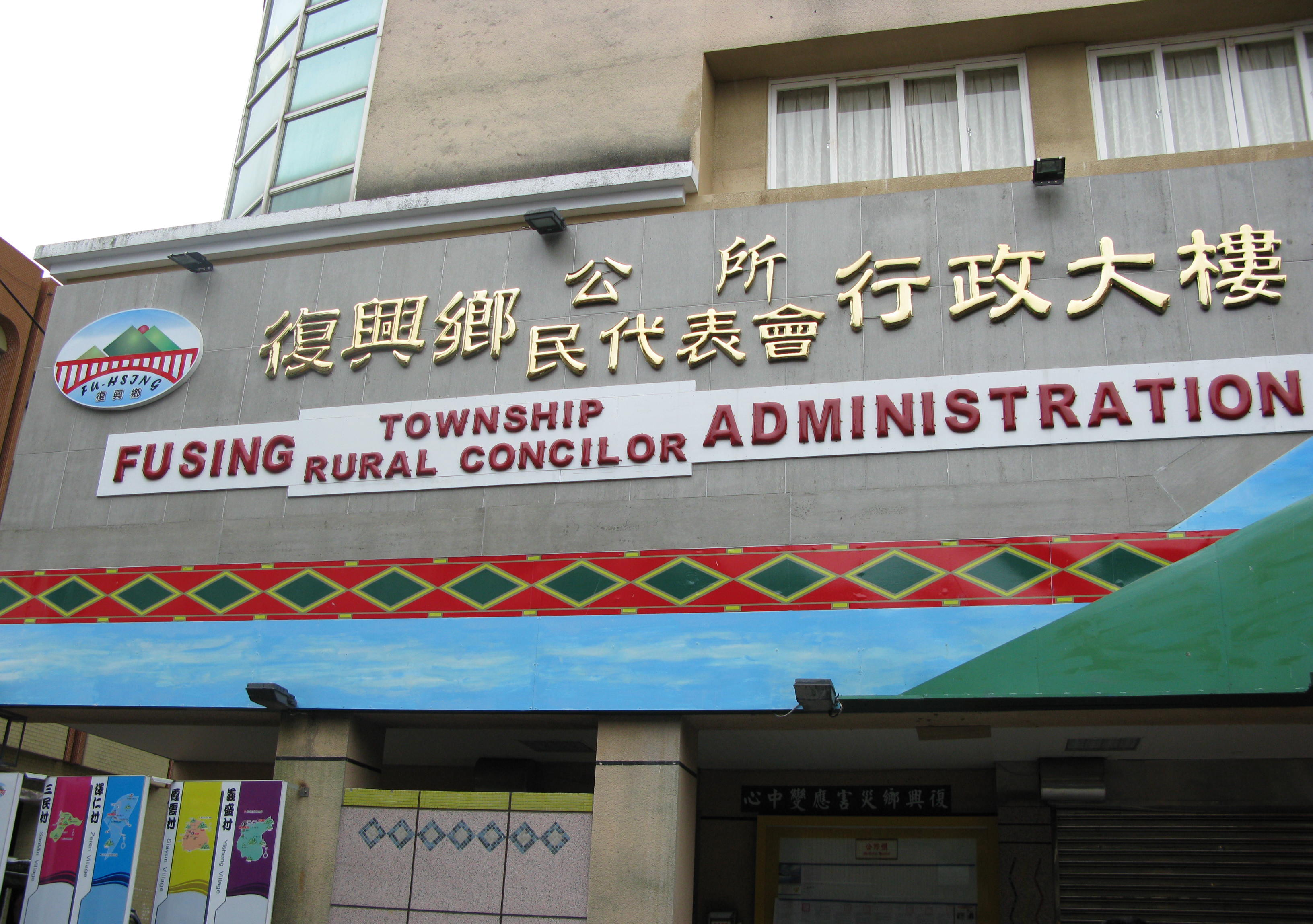
Fuxing District office (then Fuxing Township office)

Phúc Hưng (tiếng Trung: 復興區; bính âm: Fùxīng Qū) là một khu của thành phố Đào Viên, Đài Loan. Hương thuộc địa bàn khu vực núi cao và là nơi cư trú của người Atayal, một nhóm người thổ dân Đài Loan. Lạp Lạp Sơn (拉拉山) là điểm nhấn của Phúc Hưng, ngoài ra trên địa bàn hương cũng có một vài suối nước nóng. Phúc Hưng có diện tích 350,7776 km², dân số vào tháng 8 năm 2011 là 10.601 người thuộc 3.683 hộ gia đình, mật độ cư trú đạt 30,2 người/km².